# Asura dentiferoides
Gymnasura dentiferoides là một loài bướm đêm thuộc phân họ Arctiinae, họ Erebidae.